# NGC 2759
NGC 2759 је елиптична галаксија у сазвежђу Рис која се налази на NGC листи објеката дубоког неба.
Деклинација објекта је + 37° 37' 17" а ректасцензија 9h 8m 37,2s. Привидна величина (магнитуда) објекта NGC 2759 износи 13,0 а фотографска магнитуда 14,0. NGC 2759 је још познат и под ознакама UGC 4795, MCG 6-20-33, CGCG 180-42, PGC 25718.